# Ditrichophora cinerella
Ditrichophora cinerella är en tvåvingeart som först beskrevs av Christian Stenhammar 1844.  Ditrichophora cinerella ingår i släktet Ditrichophora och familjen vattenflugor. Inga underarter finns listade i Catalogue of Life.